# Episteme formosana
Episteme formosana là một loài bướm đêm trong họ Noctuidae.